# Robert Plant
Robert Anthony Plant, CBE (West Bromwich, 20 de agosto de 1948) é um músico, cantor, e compositor britânico mais conhecido por seu trabalho como vocalista da banda de rock Led Zeppelin. É considerado um dos melhores vocalistas da história.
Plant desfrutou de grande sucesso com o Led Zeppelin do final da década de 1960 até o final da década de 1970 e desenvolveu uma imagem atraente como o carismático vocalista do rock and roll, semelhante a contemporâneos como Roger Daltrey do The Who, Freddie Mercury do Queen, Mick Jagger dos Rolling Stones e Jim Morrison do The Doors. Com seus longos cabelos loiros (que lhe conferiu posteriormente o apelido entre os fãs de Golden God) e aparência poderosa e de peito nu durante as apresentações, Plant ajudou a criar o arquétipo "deus do rock and roll" ou "deus do rock". Embora o Led Zeppelin tenha se dissolvido em 1980, Plant ocasionalmente colaborou com Jimmy Page em vários projetos durante esse período, incluindo a formação de um grupo de estrelas de curta duração com Page e Jeff Beck em 1984, chamados Honeydrippers. Eles lançaram um álbum chamado The Honeydrippers: Volume One, e a banda alcançou o terceiro lugar com um remake da música de Phil Phillips "Sea of Love", além de um hit de acompanhamento de Roy Brown, "Rockin' at Midnight".
Uma gama vocal poderosa e ampla (particularmente evidente em seus vocais agudos) deu a ele uma carreira de cantor de sucesso com mais de 50 anos. Foi eleito o 15º melhor cantor da história pela revista Rolling Stone, e em 2006 a revista Hit Parader colocou Plant como o "melhor vocalista de heavy metal de todos os tempos".
Atualmente, Plant revitalizou o projeto The Band of Joy, banda a qual pertenceu antes do Led Zeppelin, em 1965.

## Juventude
Robert Anthony Plant nasceu em 20 de Agosto de 1948, em West Bromwich, Staffordshire, Inglaterra.
Influenciado principalmente por Elvis Presley, Robert Plant desenvolveu uma grande paixão pelo Blues, em especial por artistas como Willie Dixon, Bukka White, Robert Johnson, Skip James, Jerry Miller e Sleepy John Estes.
Robert começou a cantar profissionalmente em pubs e clubes com apenas 16 anos de idade, participando de diversas bandas. Fez sua estréia no disco gravando dois compactos (solo) para a CBS em 1966 (Our Song/ Laughlin Crying Laughlin) e 1967 (Long Time Coming/ I´ve Got the Secret).
Em seguida à fase solo, Plant foi cantar em uma banda chamada The Band of Joy – onde se reencontrou com John Bonham, que já conhecia desde os tempos em que tocaram juntos no Crawling King Snakes. Band of Joy chegou a gravar pela Decca no final de 1967, mas sem sucesso algum, embora a banda tivesse prestígio.

## Led Zeppelin

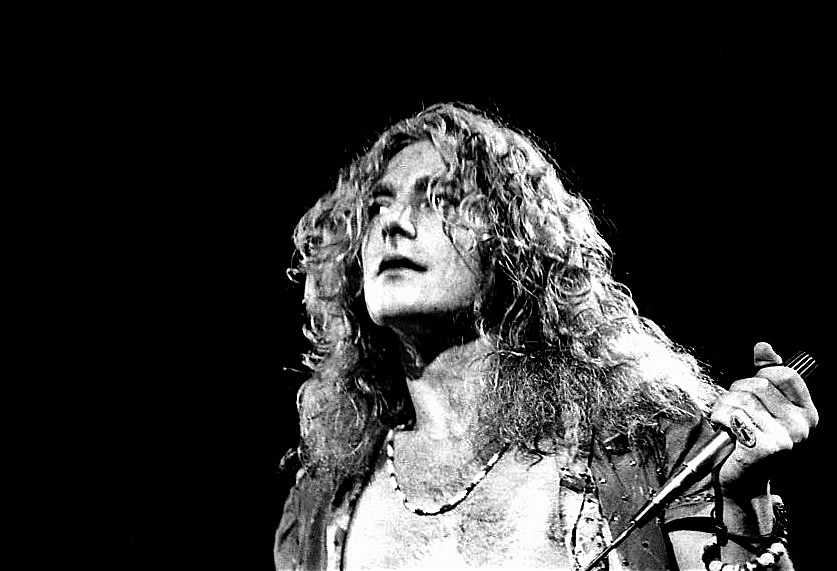
Robert Plant no palco em 1973,cujo estilo vocal foi altamente influente no rock

Em 1968, Jimmy Page estava reformando os Yardbirds depois da saída de Jeff Beck do grupo. A ideia de Jimmy Page era formar um super-grupo e começou chamando Steve Marriott (Small Faces) e Steve Winwood (Traffic) – porém somente conseguiu a adesão de John Paul Jones. Para o vocal, Jimmy Page e John Paul Jones convidaram Terry Reid, mas Reid inexplicavelmente recusou o convite, e sugeriu Robert Plant – que na época cantava no Hobsweedle – para o cargo. Assim, Plant entrou para a banda como uma segunda opção. Mesmo depois de entrevistado e aprovado por Page, Jones, e Peter Grant (empresário do Led Zeppelin), Robert Plant participou de uma sessão de gravação com Alexis Corner em setembro de 1968, resultando na música "Operator".
Rapidamente, Plant tornou-se um dos maiores cantores de rock da história, com seu estilo “poderoso”, e interpretação de blues e folk, dava seus “babes” ao microfone. Os agudos rasgados de Plant influenciaram vários cantores de rock e metal, como Freddie Mercury, Axl Rose, Kurt Cobain, e Rob Halford. Esse último chegou a mencionar a influência de Plant, dizendo: “Nos anos 70, nós dizíamos: Se esse cara canta tão agudo assim, então eu também posso”. Possuía uma gama vocal alta, e tessitura e extensão privilegiadas, sendo seus agudos – característica predominante no vocalista – inspirados pela cantora Janis Joplin. Plant possuía um estilo ímpar e bastante particular de cantar, cantava com o coração, influenciado por seus cantores de blues favoritos, e imprimindo a sua própria personalidade e interpretação em suas canções, tornando-o a voz definitiva do hard rock e heavy metal. Além do blues, Robert Plant flertava em estilos como o folk, country e o rock psicodélico dos anos 60. Na música "That's the Way" do álbum Led Zeppelin III, as letras rurais e serenas são de sua autoria.
Plant ficou doze anos no Led Zeppelin, até o desmembramento da banda em 1980, causado pela morte do baterista John Bonham. Por ser amigo de Bonham desde a juventude, Plant decidiu por vezes abandonar os planos de reerguer o Led Zeppelin.

O símbolo de Robert Plant do álbum Led Zeppelin IV

## Carreira Solo
Depois do termino do Led Zeppelin, Plant saiu em carreira solo, e lançou 15 discos. Saiu em turnês, às vezes acompanhado do ex-colega de banda Jimmy Page, com o projeto intitulado Page & Plant, onde voltaram a tocar vários clássicos do Led Zeppelin (alguns nunca haviam sido tocados ao vivo antes,  como Hey Hey What Can I Do e Ramble On). Também gravaram clipes inéditos para as músicas: Nobody´s Fault But Mine, e Black Dog. A união dos dois rendeu um vídeo gravado em 1994.
Em 31 de dezembro de 2008 foi agraciado com o título honorífico de Comandante do Império Britânico pela Rainha Elizabeth II.
Em 2009 ganhou prêmios em 5 categorias do Grammy Award em dueto com Alison Krauss, com o álbum Raising Sand.
Em 2012 gravou um álbum com sua nova banda Sensational Space Shifters que conta com os integrantes da banda Strange Sensation e Justin Adams. O novo grupo se inspira nas raízes do Mississippi, Appalachia, Gambia, Bristol e nas montanhas de Wolverhampton.

## Reconhecimento
Considerado por muitos um dos maiores vocalistas da história do rock, foi nomeado por uma revista norte americana em 2008, como sendo o melhor vocalista de metal. Robert deixou para trás nomes como: Bon Scott/Brian Johnson(AC/DC), Freddie Mercury (Queen), Rob Halford (Judas Priest), Steven Tyler (Aerosmith), Sebastian Bach (Skid Row), Ozzy Osbourne/Ronnie James Dio (Black Sabbath), Lemmy Kilmister (Motörhead), Bruce Dickinson (Iron Maiden), Axl Rose (Guns N' Roses), Paul Stanley e Gene Simmons (Kiss), Ian Gillan (Deep Purple e ex-Black Sabbath), Joe Elliott (Def Leppard), Klaus Meine (Scorpions), David Coverdale (Whitesnake e ex-Deep Purple) e Alice Cooper. Na lista estavam presentes também Jimi Hendrix, Mick Jagger, John Lennon e David Bowie, tendo sido eleito por mais duas vezes por votação popular, uma em 2009, feita pela rádio digital Planet Rock (e que contou com a opinião também de críticos musicais e personalidades do mundo do Rock) e uma outra em 2011, feita pela conceituada revista Rolling Stone.

## Vida Pessoal

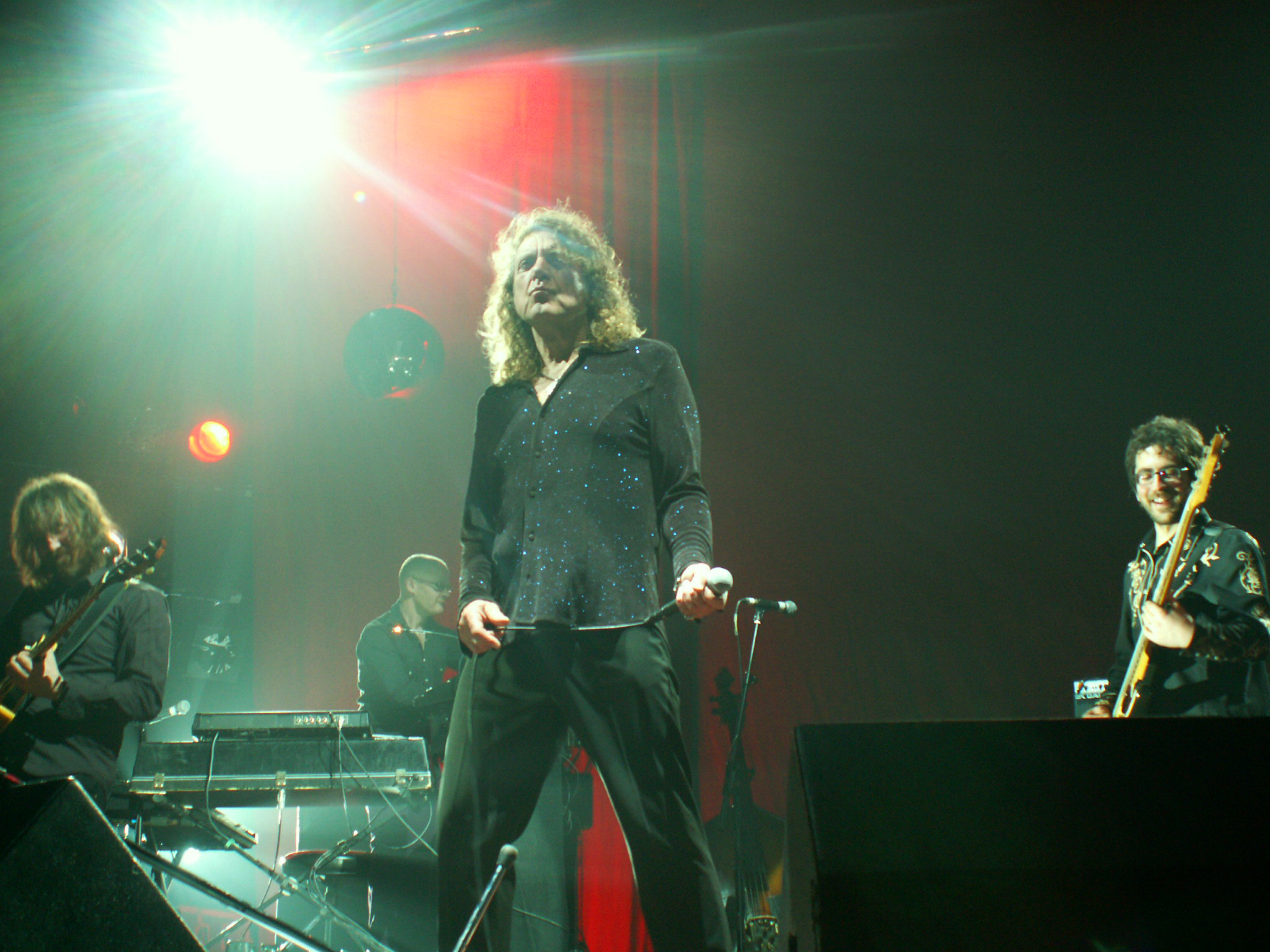
Robert Plant à Rouen en mars 2006.

Casou-se com Maureen Wilson em 9 de novembro de 1968, com quem teve três filhos: Carmen (1968), Karac (1972-1977, que morreu de um vírus, sendo a razão da interrupção da turnê da banda Led Zeppelin na América do Norte) e Logan (1979). Em agosto de 1983 eles se divorciaram. Em 1991 Robert Plant teve outro filho, Jesse Lee Plant e Gigi Plant, em 1999 com Shirley Wilson (irmã de Maureen).

## Discografia

### Com a banda Led Zeppelin
- 1969 - Led Zeppelin
- 1969 - Led Zeppelin II
- 1970 - Led Zeppelin III
- 1971 - Led Zeppelin IV
- 1973 - Houses of the Holy
- 1975 - Physical Graffiti
- 1976 - Presence
- 1976 - The Song Remains the Same
- 1979 - In Through the Out Door
- 1982 - Coda
- 2012 - Celebration Day

### Outros
- Pictures at Eleven (1982)
- The Principle of Moments (1983)
- The Honeydrippers: Volume One (1984), com Jimmy Page
- Shaken 'n' Stirred (1985)
- Now and Zen (1988)
- Manic Nirvana (1990)
- Fate of Nations (1993)
- Wayne's World 2 (1993), apenas uma faixa
- No Quarter (1994), com Jimmy Page
- Walking into Clarksdale (1998), com Jimmy Page
- Dreamland (2002)
- 66 to Timbuktu (2003), Antologia
- Mighty Rearrenger (2005)
- Raising Sand (2007) com Alison Krauss
- Band of Joy (2010)
- 7 / 12/12 HMV Forum, London, GB, com Sensational Space Shifters (2012)
- Lullaby and... The Ceaseless Roar com Sensational Space Shifters (2014)
- Carry Fire com Sensational Space Shifters (2017)